# البرازيل في الألعاب الأولمبية
البرازيل في الألعاب الأولمبية بدأت البرازيل بالمشاركة في الألعاب الأولمبية الصيفية في الألعاب الأولمبية الصيفية 1920 في أنتويرب في بلجيكا ، ومنذ تلك الدورة شاركت البرازيل في كل الدورات ما عدا دورة الألعاب الأولمبية الصيفية 1928 في أمستردام ، وفازت ب108 ميدالية وأغلبها كان في كرة الطائرة والإبحار والجودو ، وتحتل البرازيل المركز 37 من حيث أكبر بلد في الفوز بالميداليات ، أعلى مركز إحتلته البرازيل كان في أولمبياد 1920 في أنتويرب حيث إحتلت البرازيل المركز ال15 بعد فوزها ب21 ميدالية ذهبية , وستستضيف مدينة ريو دي جانيرو البرازيلية الأولمبياد في 2016 حيث ستقام الألعاب لأول مرة في قارة أمريكا الجنوبية ، أما الألعاب الأولمبية الشتوية ، شاركت البرازيل أول مرة في الألعاب الأولمبية الشتوية 1992 في مدينة ألبيرفيل في فرنسا ومنذ ذلك الحين شاركت البرازيل في كل الدورات إلا أنها لم تفز بأي ميدالية فيها لحد الآن.